# Fuente Rock
Der Fuente Rock (spanisch Islote de la Fuente) ist ein niedriger Klippenfelsen mit einem darauf installierten Leuchtfeuer im Archipel der Südlichen Shetlandinseln. Er liegt 600 m nordöstlich des Ferrer Point in der Discovery Bay von Greenwich Island.
Teilnehmer der 5. Chilenischen Antarktisexpedition (1950–1951) benannten ihn nach Alberto
de la Fuente, stellvertretender Kommandant des Schiffs Iquique bei der vorangegangenen Forschungsreise (1949–1950). Das UK Antarctic Place-Names Committee übertrug die spanische Benennung 1973 ins Englische.